# Narathiwat
Pour la province de Thaïlande, voir Province de Narathiwat.
Narathiwat (นราธิวาส) est une ville de la région Sud de la Thaïlande.